# 新田川温泉
新田川温泉（しんたがわおんせん）は、福島県南相馬市にある温泉。

## 泉質
- アルカリ性単純温泉
  - 泉温 24.6℃

## 温泉施設
南相馬市街地の外れに、日帰り入浴施設「はらまちユッサ」のみ存在。大浴場、露天風呂の他に食堂も完備している。背後には山が聳える。

### 基本データ
住所
- 福島県南相馬市深野荒戸沢15

営業時間
- 11時から20時（入浴のみ）、11時から19時30分（食事処）

料金
- 大人：850円 子供：300円
- 毎月いい風呂の日（11日、26日）は500円。

## 歴史
- 1997年（平成9年）- 開業。
- 2011年（平成23年）- 東日本大震災で1か月休業。その後、同年4月営業再開。

## アクセス
JR東日本常磐線鹿島駅から車で約10分。
常磐自動車道南相馬ICより南相馬IC入口交差点(信号)を直進。
新田川を渡り次の交差点を左折してすぐ。